# Il Tevere
Il Tevere fue un periódico italiano fundado por Benito Mussolini que se publicó en Roma entre 1924 y 1943.

## Historia
Il Tevere apareció por primera vez el 27 de diciembre de 1924.  Telesio Interlandi fue su primer director,  siendo Corrado Pavolini el editor literario.  Hasta principios de 1930, muchas figuras destacadas de las letras y la política colaboraron con el diario: Luigi Pirandello, Emilio Cecchi, Giuseppe Ungaretti,  Vincenzo Cardarelli, Vitaliano Brancati, Antonio Baldini, Marino Mazzacurati, Amerigo Bartoli, Elio Vittorini, Corrado Álvaro, Ardengo Soffici y Alberto Moravia. Sin embargo, a partir de la llegada de Hitler al poder, las tensiones se avivaron en la redacción. Telesio Interlandi llamó a Alberto Moravia "medio judío" en las páginas de  Il Tevere, por lo que abandonó la publicación. Y con él otros muchos. 
Durante esta etapa Il Tevere se volvió antisemita apoyó el arrianismo nórdico.  En octubre de 1932 publicó una entrevista con Adolf Hitler antes de las elecciones de 1933.  A partir de 1934 comenzó a presentar artículos sobre racismo biológico, y su propaganda antisemita se intensificó.  En 1938 Il Tevere sugirió que las películas con Charlie Chaplin, el Hermanos Ritz y el Hermanos Marx no debería ser vistas por los italianos porque su humor no era ario.
El último número del periódico se publicó el 25 de julio de 1943, cuando Mussolini dimitió de su cargo. 